# Chodovský hřbitov
Chodovský hřbitov se nachází v Praze 4 na Opatově mezi ulicemi U Chodovského hřbitova a Lečkova. Byl otevřen pravděpodobně v roce 1945. Stavba hřbitova samotného začala již v roce 1935. Hřbitov se dělí do tří částí rozdělených hlavními cestami. Pravou přední část zabírají hroby, v levé přední části se nachází kolumbária a v zadní části je památník padlým sovětským vojákům v bitvě u Sokolova. Vpravo i vlevo od památníku mají dotyční vojáci náhrobky.
V roce 2016 byl na hřbitově postaven kamenný kříž s pozlaceným Kristem. Kříž posvětil arcibiskup Dominik Duka za přítomnosti obyvatel Jižního Města a starosty Prahy 11.
V roce 2017 byla zbourána stará obvodová zeď a byla nahrazena novou.

## Původní plán hřbitova
Zajímavostí je, že v meziválečném období byl hřbitov původně plánován mnohem větší a na úplně jiném místě – na volných pozemcích severně od dnešního sídla Archivu hlavního města Prahy na Chodovci při dnešní ulici Türkova měl vzniknout Centrální hřbitov na Chodovci, který se měl podobně jako Ďáblický hřbitov stát jedním z tří dalších nových ústředních hřbitovů Velké Prahy. Stavět se začalo v roce 1935, ale práce byly ukončeny kvůli vlhkému podloží. Do dnešních dnů se dochovala část hřbitovní zdi se vstupní branou, která dnes slouží jako vjezd do komerčního areálu. Prvními pohřbenými byli padlí chodovští občané, kteří bránili Prahu při Pražském povstání.

## Pohřbené osoby
- padlí z bojů května 1945
  - Alois Křejpský (1901–1945), dělník a městský zřízenec
- sovětští vojáci
- Emil Hadač (1914–2003), geobotanik a biolog

## Fotografie

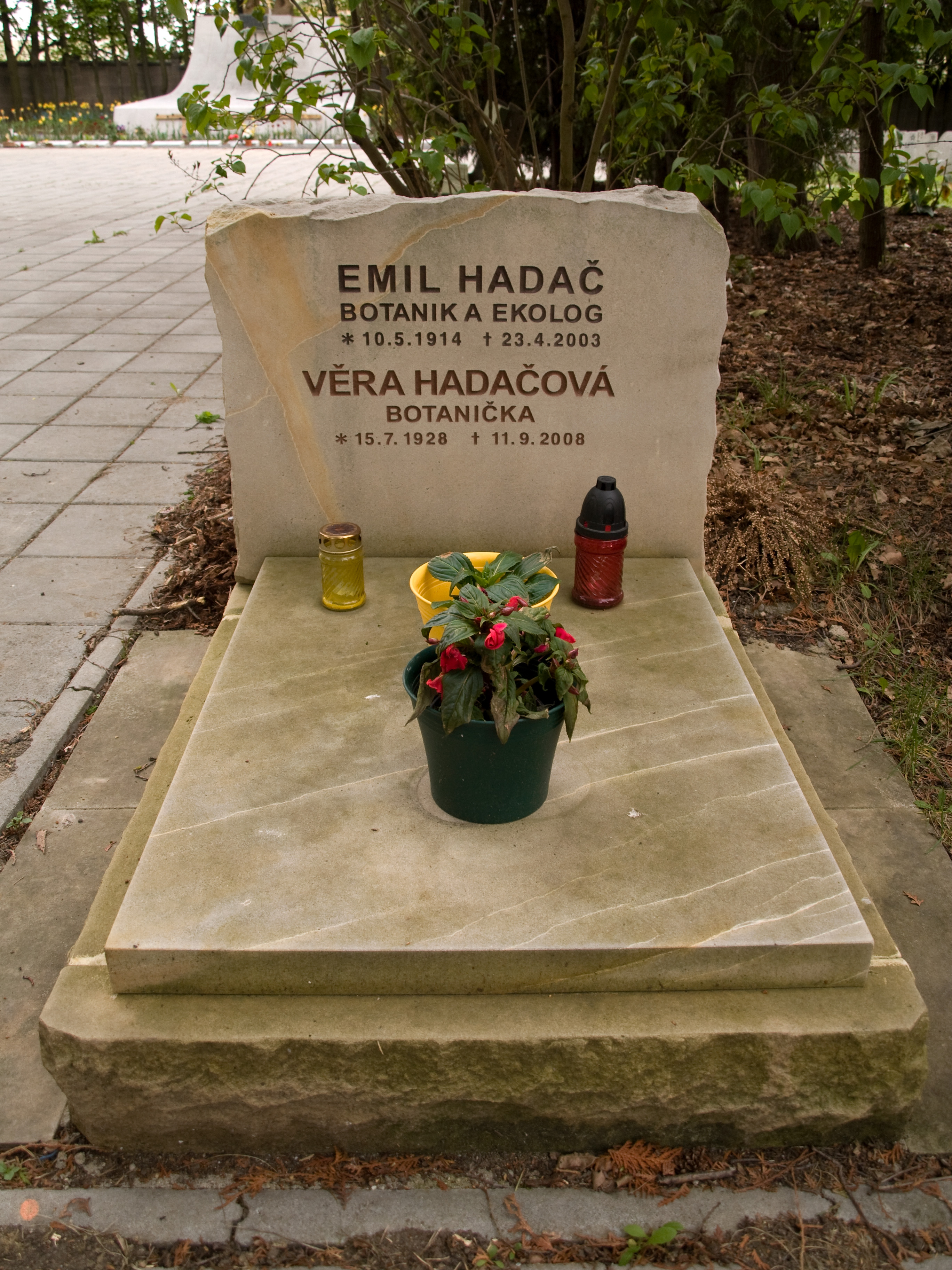
Hrob Emila Hadače
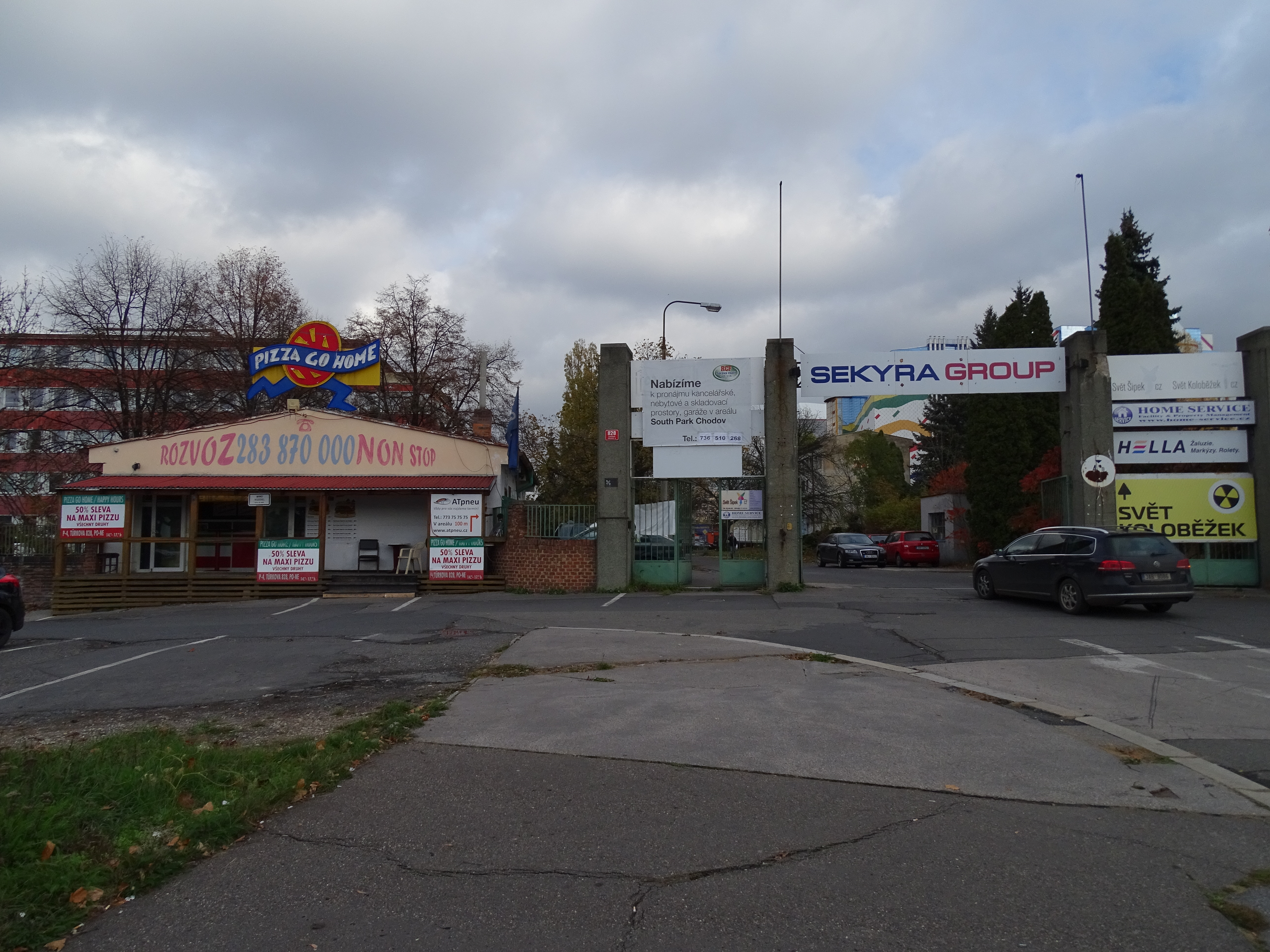
Zbytek původní zdi rozestavěného hřbitova na Chodovci
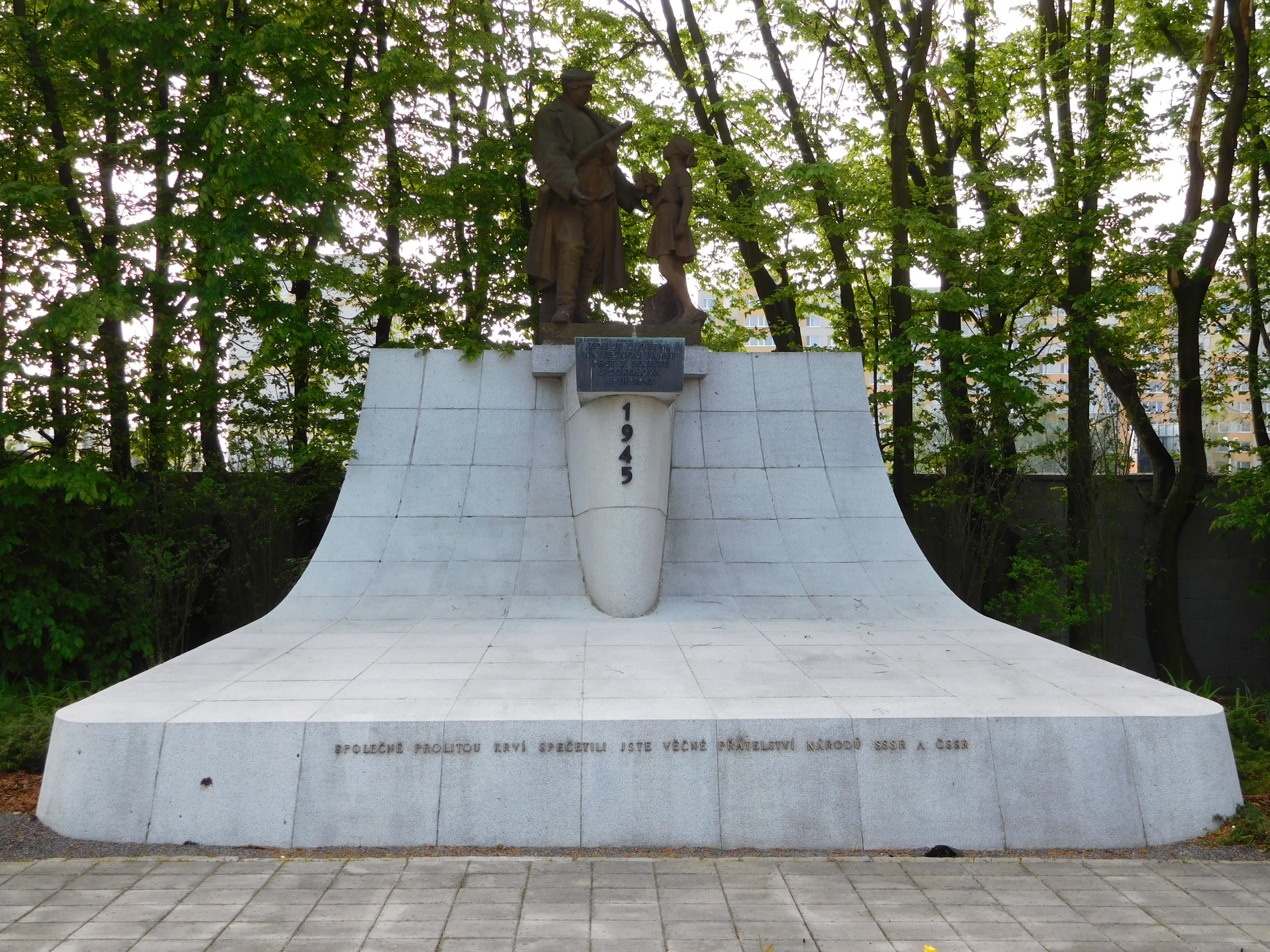
Památník padlým v 2. světové válce
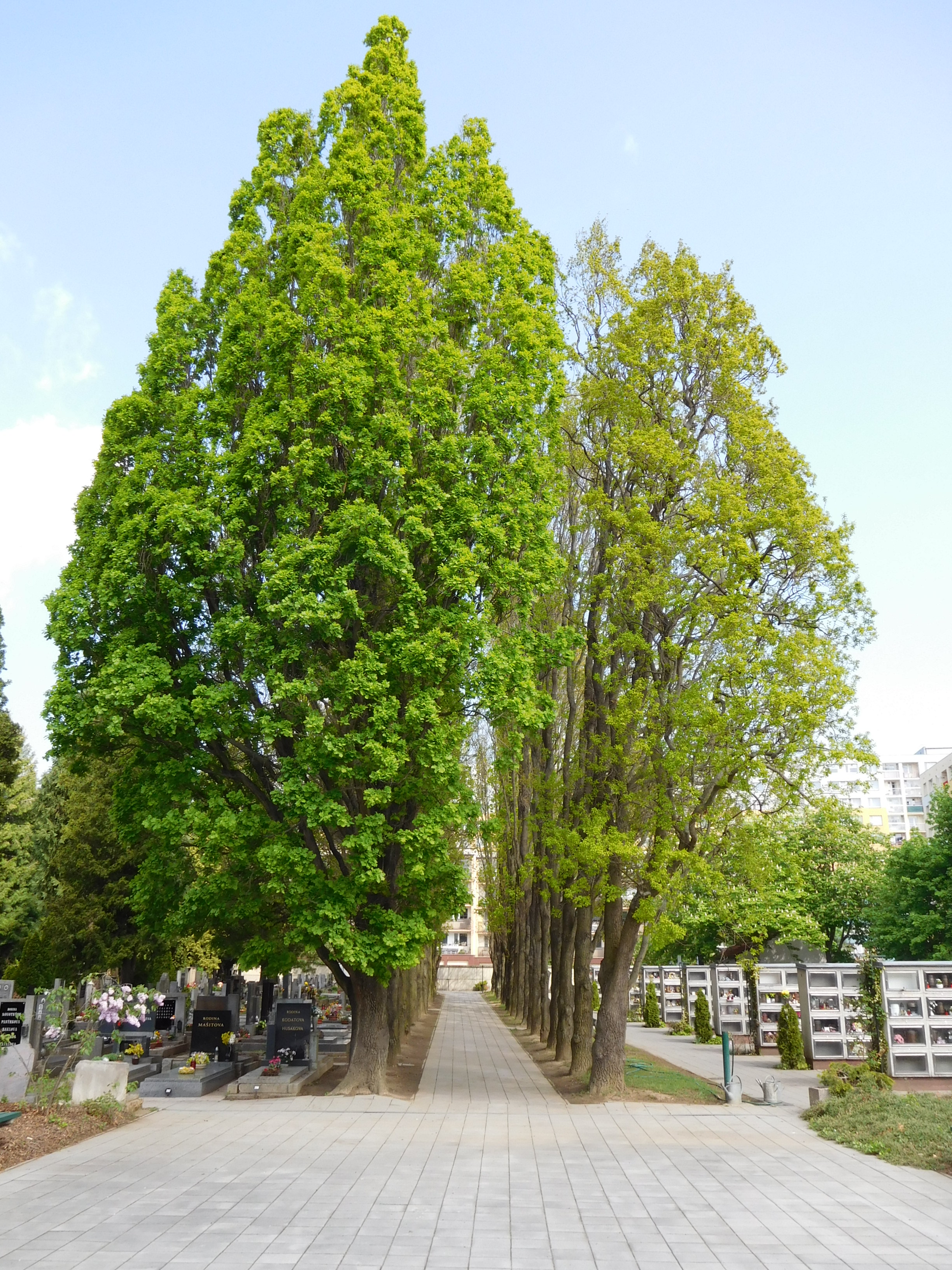
Alej uprostřed hřbitova